# ホーコン6世
ホーコン6世マグヌソン（Håkon VI Magnusson, 1340年 - 1380年）は、ノルウェー王（在位：1343年 - 1380年）。一時スウェーデン王も兼ねた（父と共治、在位：1362年 - 1364年）。ノルウェー王およびスウェーデン王マグヌス・エーリクソンと王妃ブランカの次男。スウェーデン共治王エリク12世の弟。オーロフ2世（オーラヴ4世）の父。

## 生涯
1343年に父マグヌス7世の共治王としてノルウェー王位につき、1355年に親政を開始した。一方、兄エリクがスウェーデン王位を継ぐことが決められ、これによりノルウェーとスウェーデンの同君連合は解消されることとなったが、エリクは1356年にスウェーデン共治王に即位したものの1359年に死去した。1364年に父マグヌスが死去した後は、ホーコンの従兄弟メクレンブルク公アルブレヒト3世がスウェーデン王位についた。
1359年、デンマーク王ヴァルデマー4世の次女マルグレーテと婚約、1363年に結婚した。1375年、舅のヴァルデマー4世が嗣子無くして死去したため、王妃マルグレーテはデンマーク王国参事会を味方につけ、ホーコン6世との間の息子オーロフ2世（1370年 - 1387年）をデンマーク王位に即けた。オーロフ2世は1380年に父ホーコン6世が死去した後にオーラヴ4世としてノルウェー王位も継承し、母マルグレーテはデンマークおよびノルウェーの摂政となった（マルグレーテ1世）。

## 参考文献

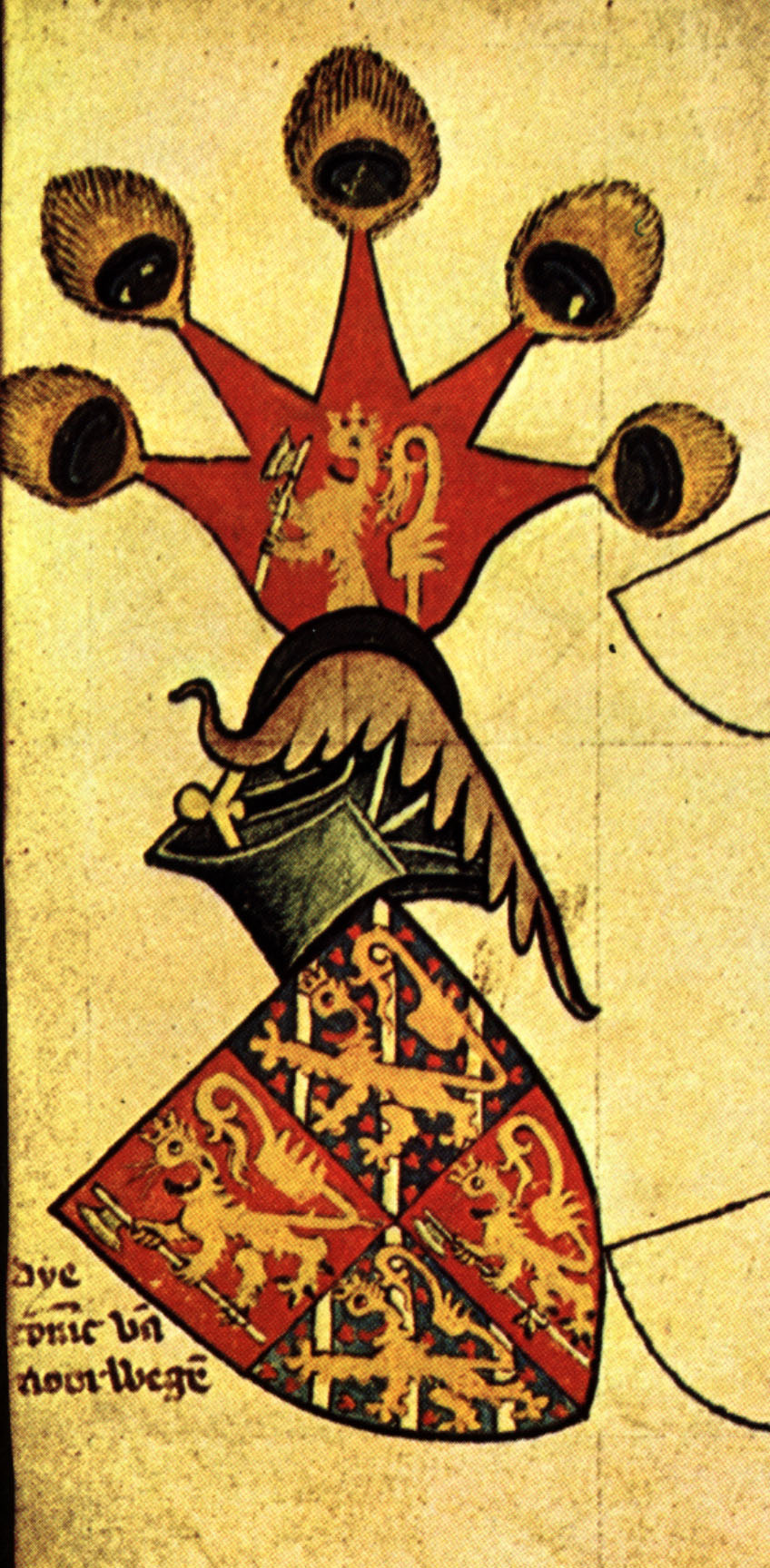
ホーコン6世の紋章